# Alpiscorpius lambda
Espèce
Alpiscorpius lambda est une espèce de scorpions de la famille des Euscorpiidae.

## Distribution
Cette espèce est endémique de Slovénie. Elle se rencontre en Goriška et en Carniole-Intérieure.

## Description
Le mâle holotype mesure 21,133 mm.

## Publication originale
- Kovařík, Štundlová, Fet & Šťáhlavský, 2019 : Seven new Alpine species of the genus Alpiscorpius Gantenbein et al., 1999, stat. n. (Scorpiones: Euscorpiidae). Euscorpius, no 287, p. 1-29 (texte intégral).